# Franz Pfeiffer
Pour les articles homonymes, voir Pfeiffer.
Franz Viktor Pfeiffer, né le 27 février 1815 à Soleure et mort le 29 mai 1868 à Vienne, est un philologue suisse qui a travaillé en Allemagne et en Autriche.

## Œuvres
- Zur deutschen Literaturgeschichte
- Freie Forschung: kleine Schriften zur Geschichte der deutschen Litteratur und Sprache (1867)
- Über Wesen und Bildung der höfischen Sprache in mittelhochdeutscher Zeit
- Der Dichter des Nibelungenliedes (1862)
- Forschung und Kritik auf dem Gebiete des deutschen Altertums
- Altdeutsches Übungsbuch.

## Sources
- Michael Stolz, « Pfeiffer, Franz Viktor » dans le Dictionnaire historique de la Suisse en ligne, version du 2 février 2010.